# Advocacy
Advocacy in ambito politico identifica il supporto attivo e la promozione da parte di individui che mirano ad influenzare le politiche pubbliche e l'allocazione delle risorse all'interno dei sistemi politici, economici e sociali e relative istituzioni. L'advocacy può includere numerose attività che una persona o organizzazione può svolgere, incluse campagne a mezzo stampa, comizi pubblici, commissionamento e pubblicazione di ricerche o sondaggi e raccolta di documentazione favorevole. Il lobbying è una forma di advocacy in cui si effettua un approccio diretto ai legislatori su una determinata questione e gioca un ruolo importante nella politica moderna. La ricerca sta cominciando ad esplorare il modo in cui i gruppi di advocacy utilizzano i social media per facilitare l'impegno civile e l'azione collettiva.
Nell’ambito della comunicazione invece per advocacy si intende il sostegno da parte di un individuo o di un gruppo di persone a un’idea, un prodotto, un brand o un servizio. Il supporto del pubblico è un elemento imprescindibile per lo sviluppo dell’advocacy che si alimenta per effetto delle dinamiche comunicative insite nel passaparola. Colui che si fa promotore e diffonde di sua iniziativa la conoscenza del prodotto viene definito brand advocate. In pubblicità possono essere adottate strategie e attività volte a coinvolgere, sensibilizzare e orientare l’opinione pubblica verso un tema al fine di accrescere il consenso sull’argomento.
In ambito sanitario si riferisce ad una delle tre strategie chiave identificate dalla Carta di Ottawa per la Promozione della Salute. Sempre in ambito sanitario, si definisce patient advocacy sia una forma di coinvolgimento da parte delle industrie di prodotti sanitari, sia come azione di alcune organizzazioni che, “oltre al supporto dei proprio associati, si occupano di essere un collegamento con clinici, istituzioni e mondo politico, per mettere davvero la persona che ha una patologia, e la sua famiglia, al centro del percorso di cura e dell’assistenza socio-sanitaria”, supportate dalle aziende.